# XIIe siècle en architecture
Xe siècle en architecture - XIIe siècle - XIIIe siècle en architecture
Cet article concerne les événements concernant l'architecture qui se sont déroulés durant le XIIe siècle :
voir aussi :
autres événements survenus au XIIe siècle et la chronologie de l'architecture.

## Événements
- 1056-1147 et 1130-1269 : l'art almoravide et almohade s'épanouit en Espagne et au Maghreb[1].

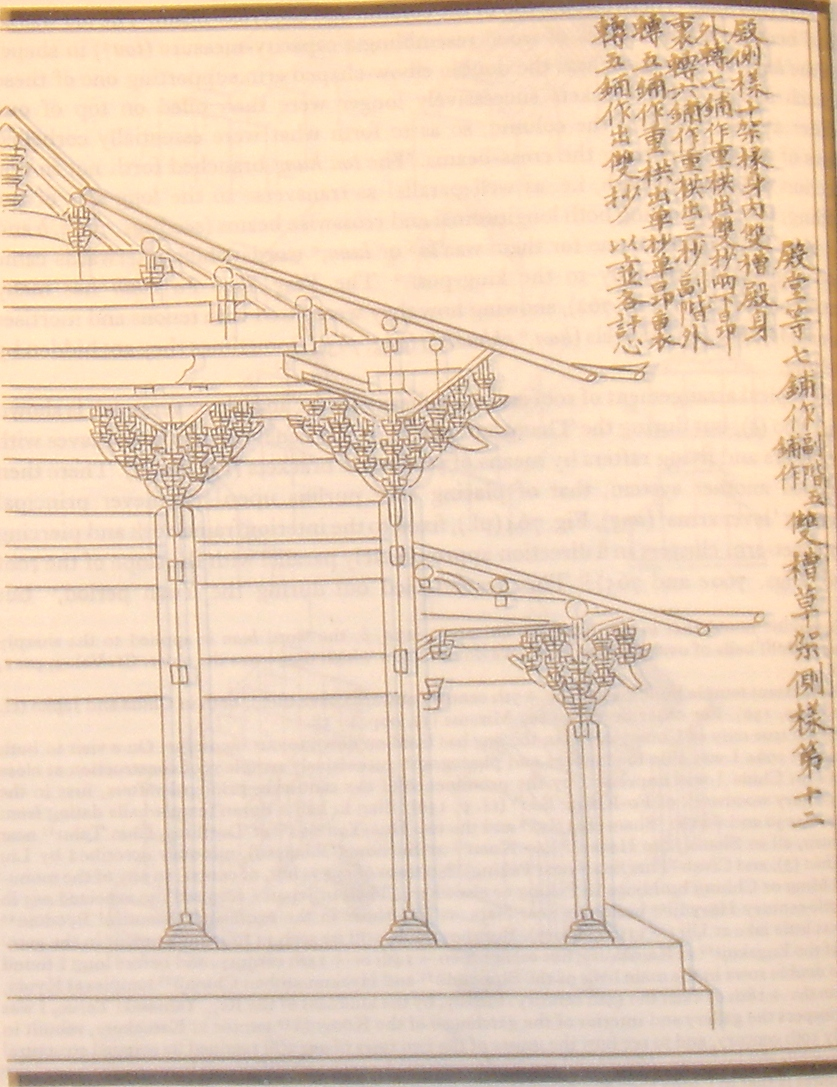
Planche du Yingzao Fashi.

- 1103 : édition du Yingzao Fashi (Modèles de construction), reprise d’un ouvrage plus ancien, traité d’architecture du chinois Li Jie (1065–1110)[2].
- 1130-1140 : l’architecture gothique prend naissance en Île-de-France lors du réaménagement de l'abbatiale de Saint-Denis[3]. Après 1150 elle se répand dans le reste de l’Europe occidentale.
- 1156-1187 : l’invasion des Toltèques originaires de la vallée de Mexico a une forte influence sur les styles artistiques mayas (Chichén Itzá, Mayapán)[4],[5].
- 1182-1200 : invention de l’arc-boutant lors de la construction de Notre-Dame de Paris[6].
- Après 1180 : développement de l'architecture militaire dite philippienne sous Philippe Auguste et ses successeurs, caractérisé par le donjon circulaire. Le château du Louvre à Paris en est un des exemples significatifs[7].

- Apparition des premiers édifices en pierre et en brique à Ceylan à Polonnaruwa[8].
- Construction de stavkirke (« églises en bois debout ») en Norvège du XIIe siècle à 1350[9].
- Construction de l'acropole du Zimbabwe à la fin du XIIe siècle[10].

## Réalisations

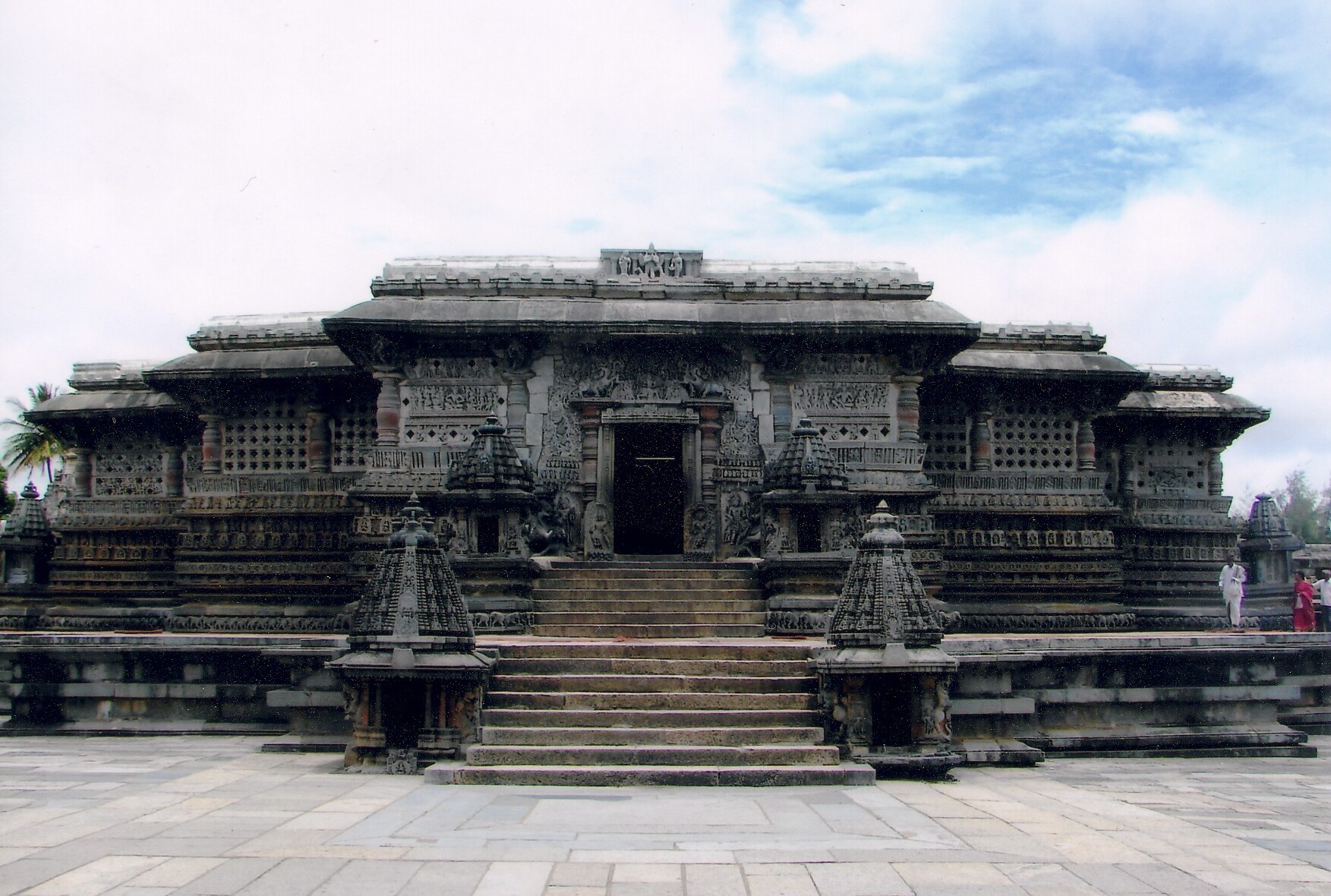
Temple de Chennakeśava

- 1117 : temple Hoysala de Chennakeśava (en) à Belûr (Inde), dédié à Visnu[11].
- Vers 1121 : construction du temple de Hoysaleśvara à Halebîd, en Inde[12]. Les Hoysala construisent quelque quatre-vingt-dix temples du XIIe au XIIIe siècle.

- 1126 : début de la construction des remparts de la médina de Marrakech sous le souverain almoravide Ali ibn Yussuf, qui lance la construction des mosquées de Tlemcen, d’Alger et de Marrakech d’inspiration andalouse[13].

- Vers 1130-1150 : construction du temple montagne d’Angkor Vat au Cambodge où est inhumé le roi Suryavarman II (1113-1150)[14].
- 1135 : début de la construction par Anantavarman Chodaganga (en) de la  dynastie Ganga (en) du temple de Jagannath à Purî, en Inde, dédié à Vishnou en tant que seigneur de l’univers (Orissa)[15].

- 1135-1138 : construction de la grande Mosquée de Tlemcen[16].
- 1147-1158 : construction de la première Koutoubia, mosquée de Marrakech, au Maroc. Elle est détruite en 1158 parce que son orientation (qibla) n’est pas correcte, et reconstruite aussitôt[17].
- 15 juillet 1149 : inauguration du Saint-Sépulcre, en cours de reconstruction à Jérusalem[18].

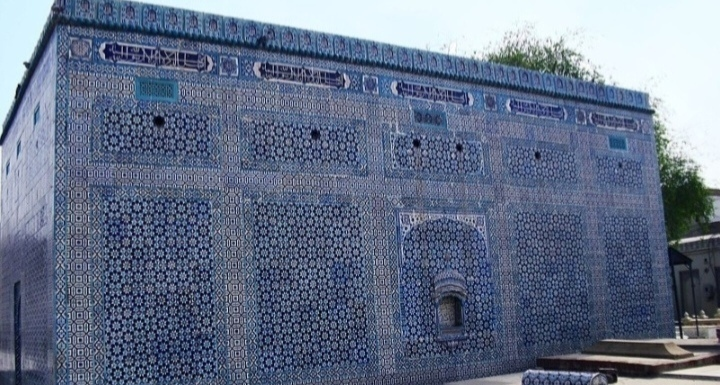
Mausolée de Shâh Yûsuf Ghardisi.

- 1152 : Shâh Yûsuf Ghardisi fait construire un mausolée à Multan, en Inde, dans le style de la Ka'ba[19]. C’est le plus ancien monument musulman conservée du sous-continent.
- 1163-1202 : minaret de Djâm édifiée par les Ghorides en Afghanistan[20].
- 1181-1218 : construction sous le règne de Jayavarman VII d’Angkor Thom, une nouvelle capitale à Angkor avec pour centre un immense temple bouddhique, le Bayon. Construction du Ta Prohm (1186) et du Preah Khan (1191)[21].
- 1183 : édification du temple du Sulamani à Bagan (Birmanie)[22].
- 1184-1189 : construction du minaret de la Koutoubia à Marrakech[23].
- 1196-1199 : construction de la Tour Hassan de Rabat[24].

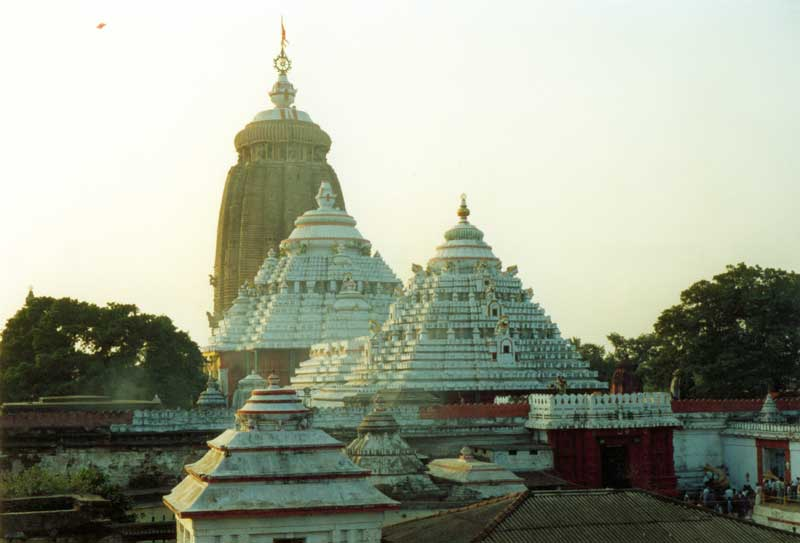
Le temple de Jagannath à Purî.
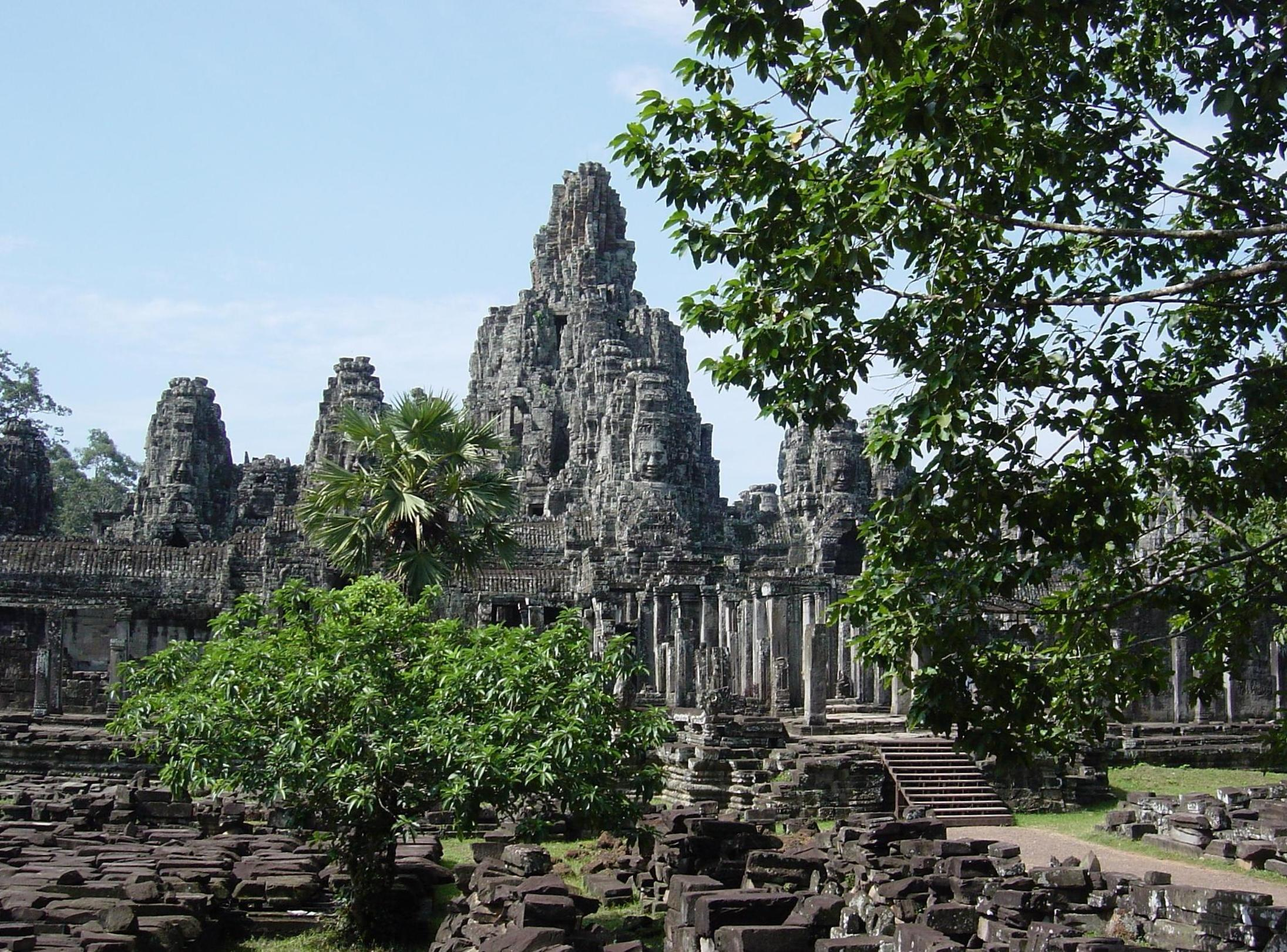
Temple du Bayon

### Europe
- 1106 : début de la construction de l’hôpital de Saint-Thomas à Londres sur le site de la cathédrale de Southwark[25].
- 1108 : 
  - la cathédrale de Chichester est consacrée en Angleterre[26].
  - début de la construction du monastère Saint-Michel-au-Dôme-d'Or de Kiev[27].
- 1117-1119 : construction d’un monastère dédié à la nativité de la Vierge à Novgorod[27].

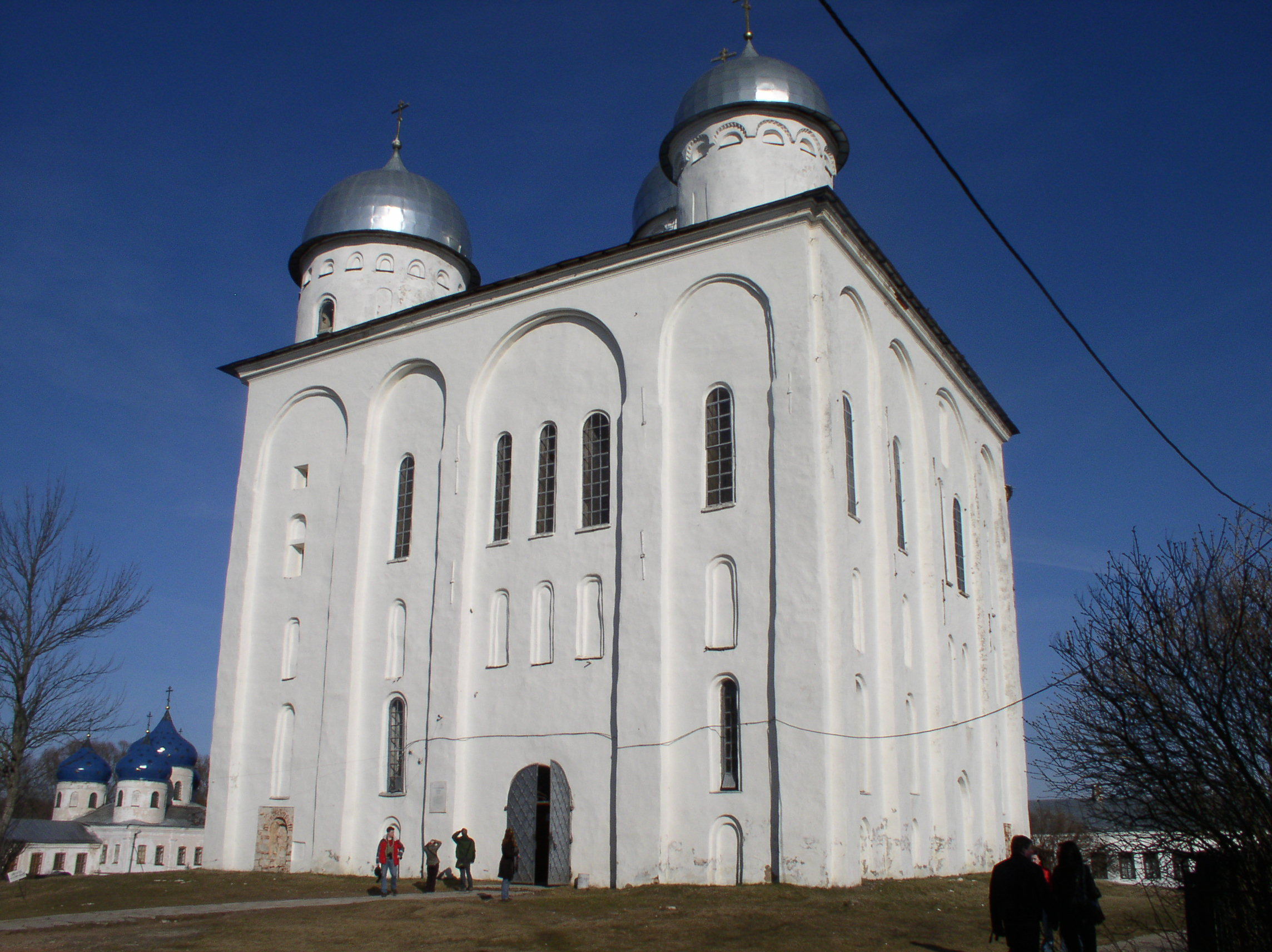
Saint-George de Novgorod, alors église cathédrale

- 1119-1120 : construction de l’abbatiale Saint-Georges à Novgorod[27].

- 1120 : début de la reconstruction de Saint-Front de Périgueux à la suite d'un incendie, sur le modèle de la basilique Saint-Marc de Venise[28].
- Vers 1120 : construction du pont des Tourelles à Orléans[29].
- Vers 1120-1135 : construction de l'église abbatiale de Souillac[30].

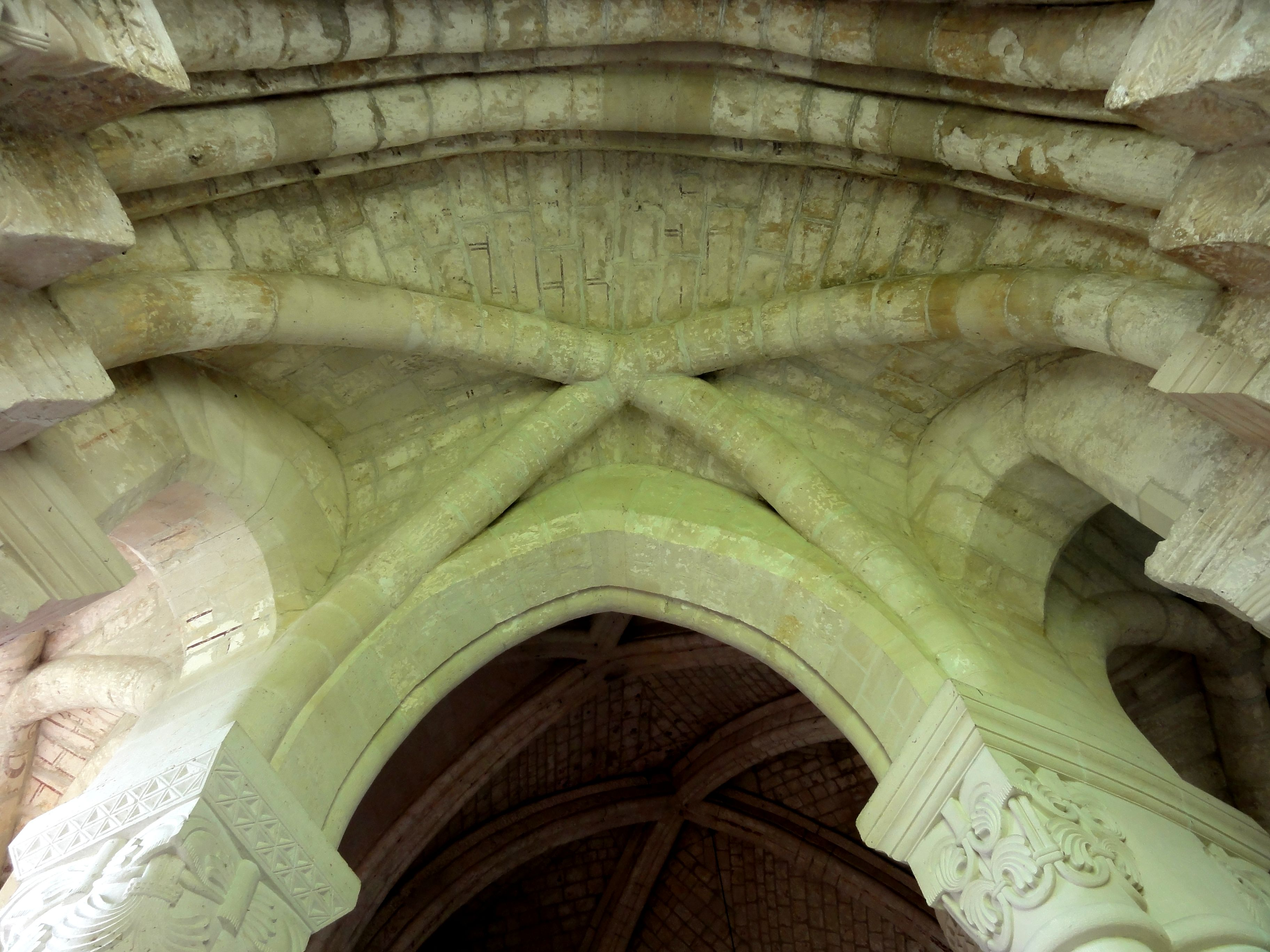
Une des quatre voûtes du déambulatoire de l’abbaye de Morienval.

- Vers 1122 : une ébauche de voûte d’ogive apparait dans le déambulatoire de l’église de Morienval dans l'Oise[31].
- 1123 : achevement pendant le pontificat de Calixte II (1119-1124) du pavement cosmatesque de la basilique Sainte-Marie-en-Cosmedin à Rome[32].
- Vers 1125-1130 : apparition de la voûte d’ogive en Normandie à l’église de la Trinité de Caen[33].
- 1128 : consécration de la cathédrale Saint-Cyriaque d’Ancône, qui n’est achevée qu’en 1189[34].
- 1129-1143 : construction de la chapelle palatine de Palerme. L’architecture normande de Sicile intègre des influences normandes, byzantines, arabes et romaines, comme dans le palais des Normands de Palerme (1129-1166), la cathédrale de Cefalù (1131-1148), la Martorana (1143), le palais de la Zisa (1164-1170) ou la cathédrale de Monreale (1174)[35],[36].

- 25 octobre 1130 : consécration de la troisième abbatiale de Cluny par le pape Innocent II[37], alors la plus grande église de la chrétienté aves 187 mètres de longueur et plus de 30 mètres de hauteur sous voutes[38].
- Vers 1130 :
  - la construction de la cathédrale Notre-Dame de Tournai, typique du gothique scaldien, commence[39] (consacrée le 9 mai 1171).
  - construction des premières églises en bois debout en Norvège ; la stavkirke de Hopperstad et celle d'Urnes sont les plus anciennes[40].

- Vers 1131 : fondation de l'abbaye d'Averbode en Belgique, rattachée alors à l'ordre des Prémontrés[41].

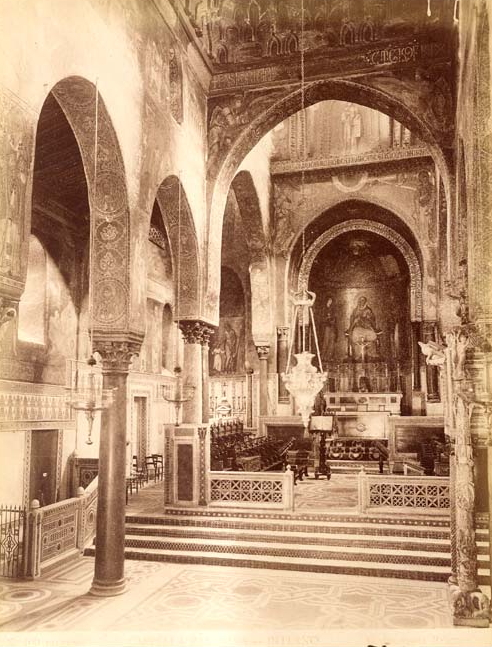
La chapelle palatine de Palerme

- 1134-1155 : construction de la façade occidentale de la cathédrale de Chartres[42].
- Vers 1135-1144 : construction de l’abbatiale de Saint-Denis par Suger, un des plus anciens monuments de style « gothique » (date approximative)[43].
- Vers 1135-1168 : construction de la cathédrale de Sens[44].
- 1139-1147 : construction de l'abbaye de Fontenay[45].

- 1140 :

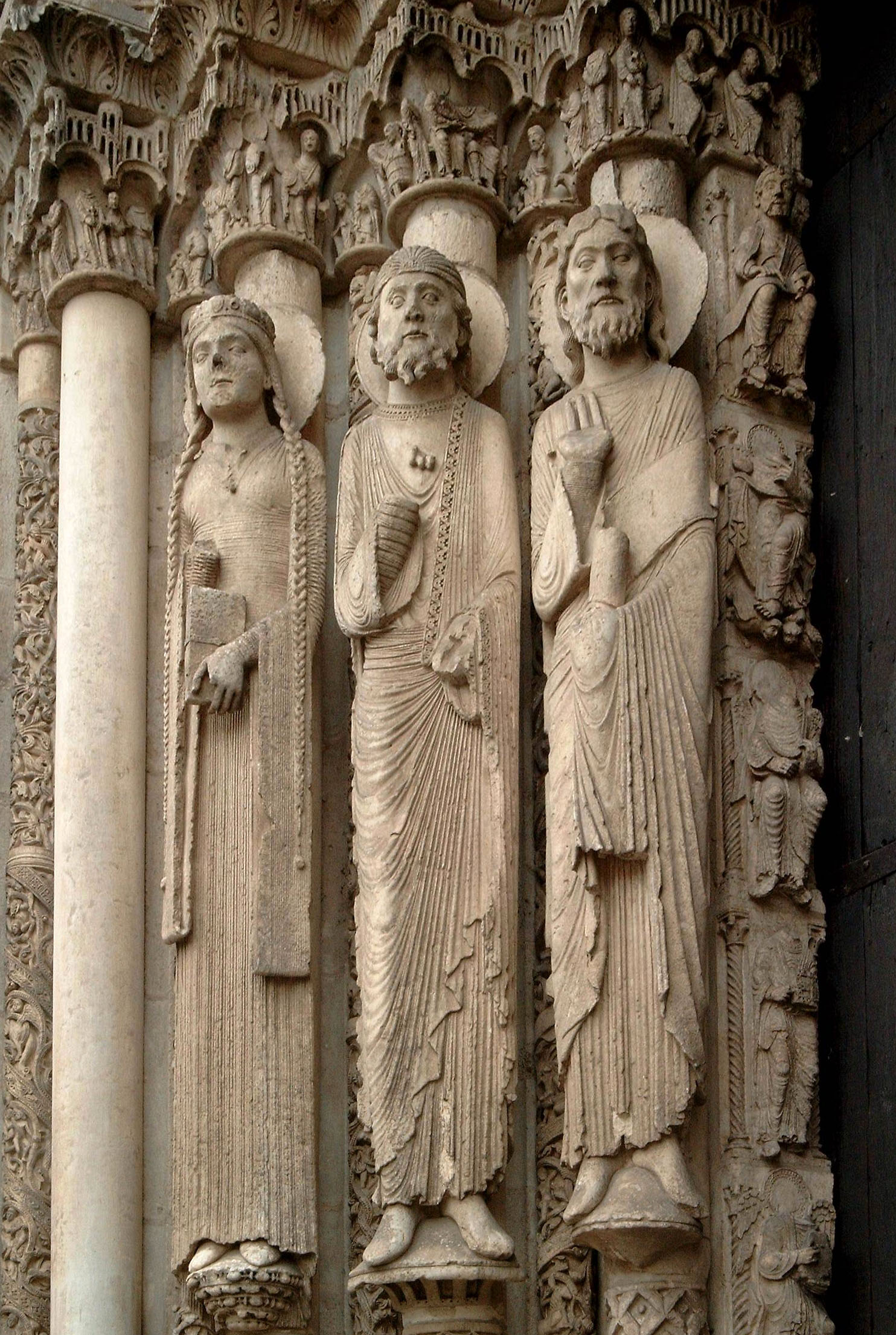
Les sculptures du portail de la cathédrale Notre-Dame de Chartres sont un des premiers grands ensembles plastiques d'une cathédrale.

  - consécration de la façade occidentale de la basilique de Saint-Denis et pose de la première pierre du chevet de style gothique, consacré en 1144[47].
  - fondation du monastère Saint-Cyrille-de-Dorogojitch à Kiev[27].
- 1140-1148 : construction par Robert Fitzharding (en) de l'abbaye de Saint-Augustin à Bristol, sur le site de la cathédrale de Bristol, en Angleterre[48].
- 1er septembre 1145 : consécration de la cathédrale de Lund, alors au Danemark, un des rares témoignages de l'art roman en Scandinavie[49].
- 1141-1161 : construction de la collégiale de Tum (pl), de style roman, près de Łęczyca en Pologne[50].
- 1145-1155 : exécution du portail royal de la Cathédrale Notre-Dame de Chartres qui inaugure le type de portail dit à « statues-colonnes »[51].

- 2 février 1148  : début de la construction de l'abbaye d'Alcobaça[52], terminée en 1252[53].

- Vers 1150 : début de la construction de la cathédrale de Ribe (Danemark)[54].

- 1153 : début de la construction du baptistère de Pise par Diotisalvi[55].
- 1155 : début des travaux de construction de la cathédrale de Laon (fin en 1235).

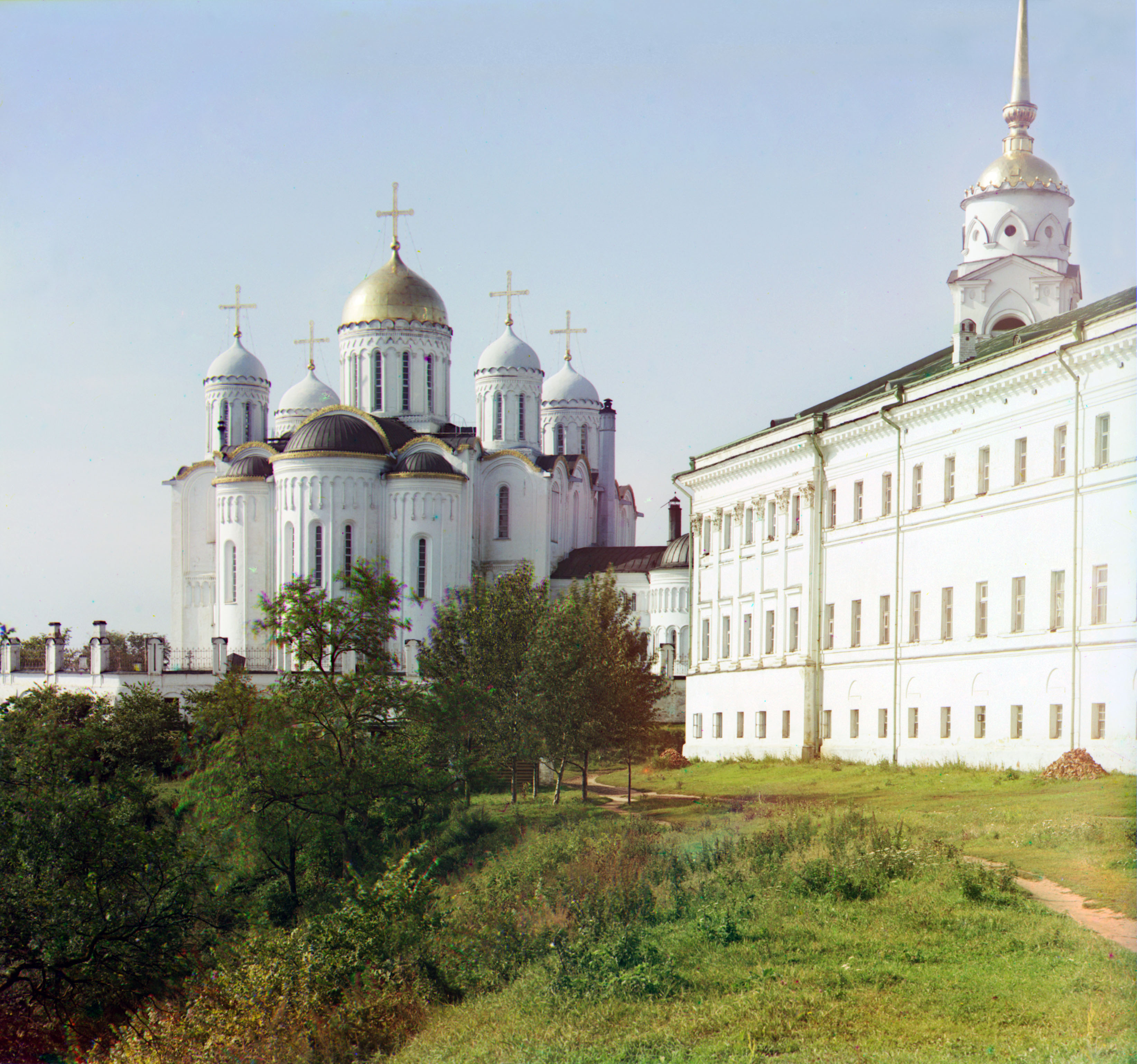
Cathédrale de Vladimir

- 1155-1160 : construction de la cathédrale de la Dormition à Vladimir[56].
- 1163 : début des travaux de construction de la cathédrale Notre-Dame de Paris[3].
- 1165 : 
  - construction de l’église de l’Intercession sur la Nerl à Bogolioubovo (Russie)[27].
  - début de la reconstruction de l’Hôtel-Dieu[57] à Paris (fin en 1260).

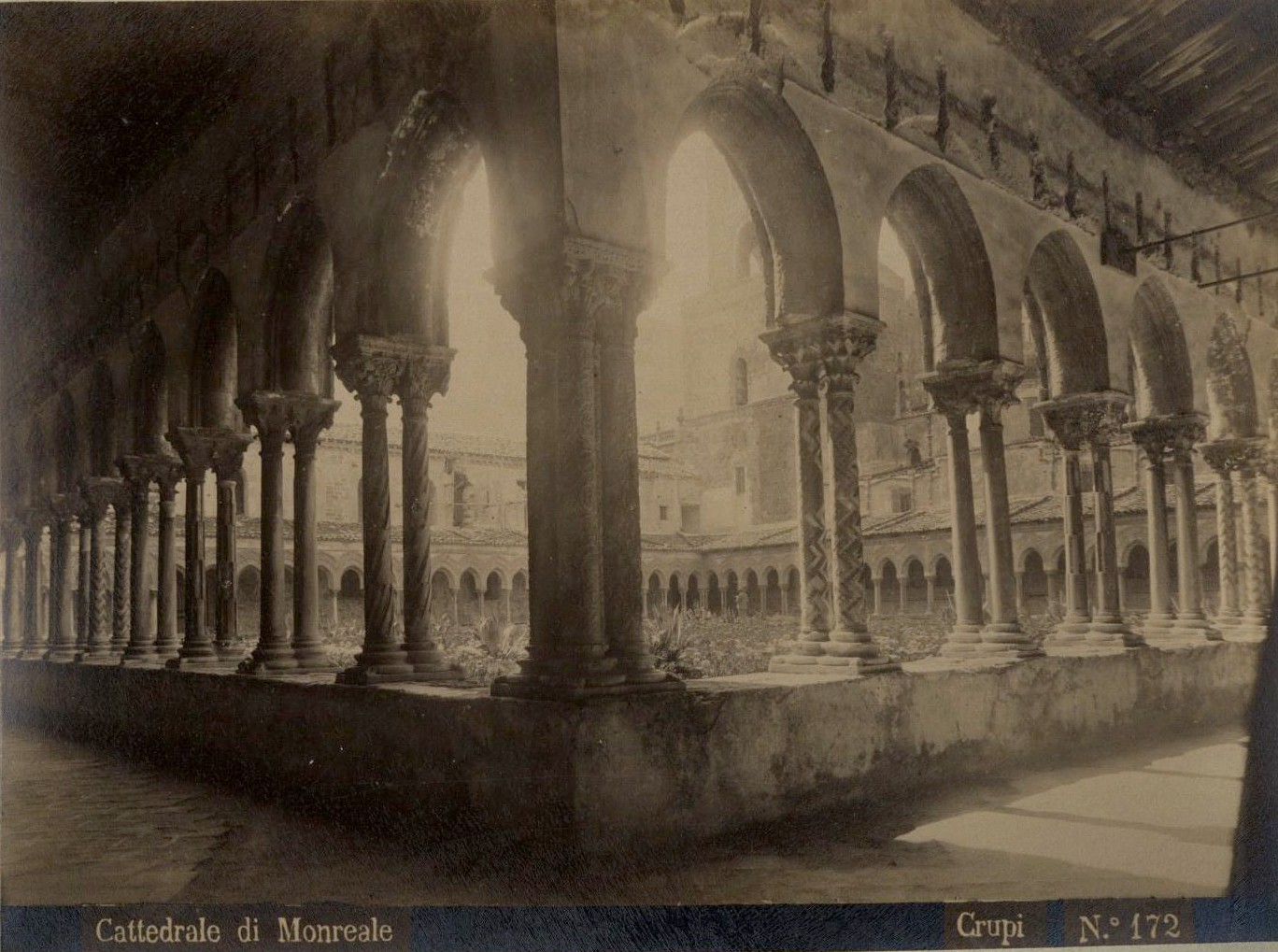
Cloître de la cathédrale de Monreale,
photo de Giovanni Crupi

- Vers 1170-1190 : début de la réalisation des façades romanes sculptées de l’abbatiale de Saint-Gilles-du-Gard (vers 1170-1180) et de Saint-Trophime d’Arles (vers 1190)[58].
- Vers 1170-1235 : construction de la cathédrale Notre-Dame de Lausanne[59].
- Vers 1170-1250 : construction de l'abbaye de Hexham[60].
- 1172-1182 : construction de la Giralda de Séville par l'architecte Ahmad Ben Baso (es)[61].
- 1172-1189 : construction de la cathédrale de Monreale (1174-1182) et de son cloître (1172-1189)[62].

- Vers 1175 :

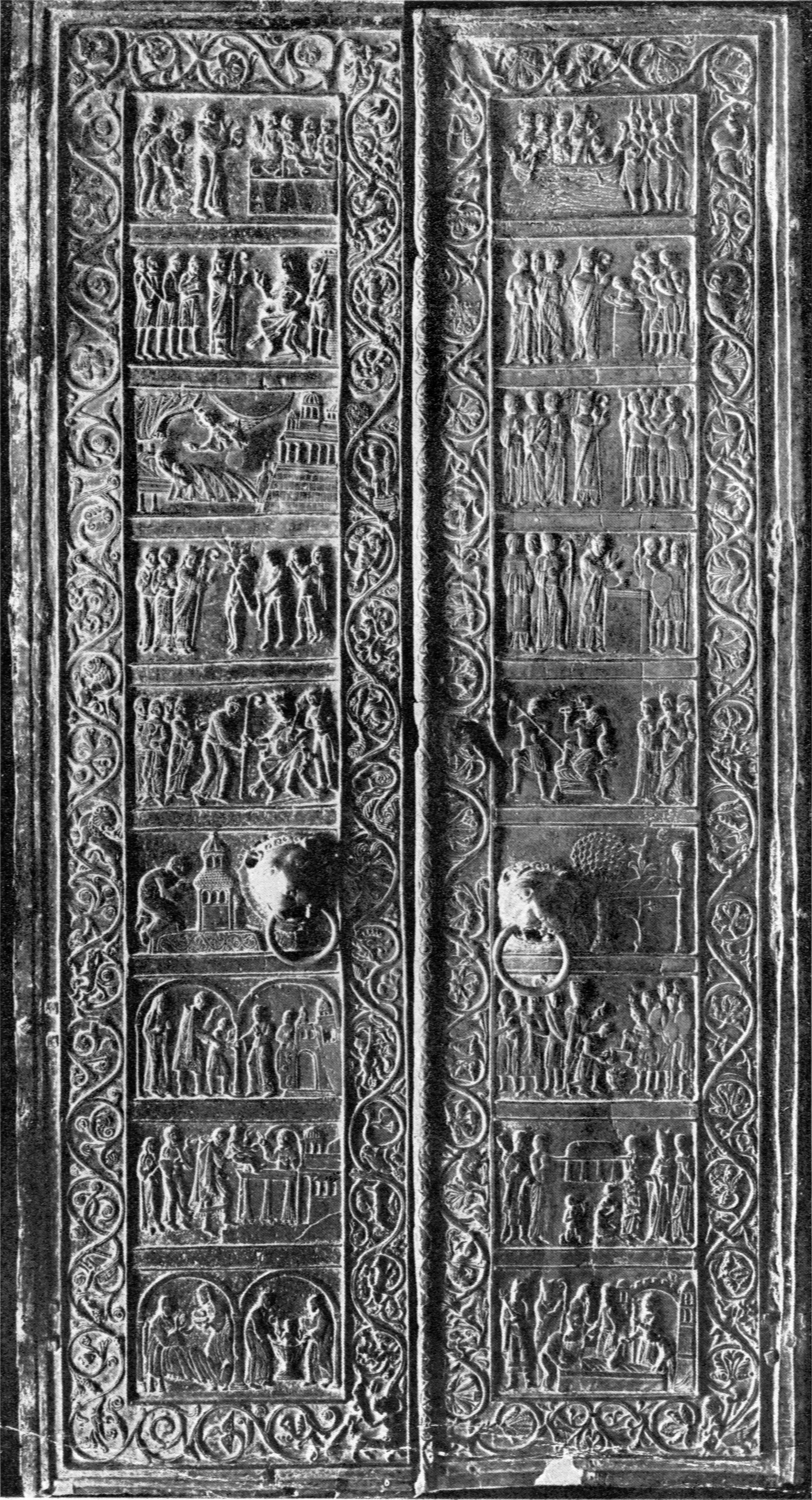
Porte de la cathédrale de Gniezno.

  - réalisation de la célèbre porte de bronze (en) de la cathédrale de Gniezno sculptée par des artistes mosans[63].
  - début de la construction de la cathédrale de Wells en Angleterre[64] (architecture gothique).
- Juin 1176 : la construction du Old London Bridge, le vieux pont de Londres, commence[65] (fin en 1209).
- 1176 : un incendie ravage la cathédrale de Strasbourg. Début de la reconstruction d’une nouvelle cathédrale (fin en 1439)[66].
- 1177-1185 : construction du pont Saint-Bénézet à Avignon[67].
- 1180 :
  - construction de la synagogue Santa María La Blanca de Tolède[68].
  - restauration du château-fort de Gand (Gravensteen) par Philippe d'Alsace[69].
- 1181 : début de la construction de l’alcázar de Séville[70].
- 19 mai 1182 : consécration du chœur de Notre-Dame de Paris. Début de la construction de la nef (fin en 1200)[71].
- 1185 : la cathédrale de Bamberg est détruite par un incendie ; elle est reconstruite et consacrée en 1237[72].

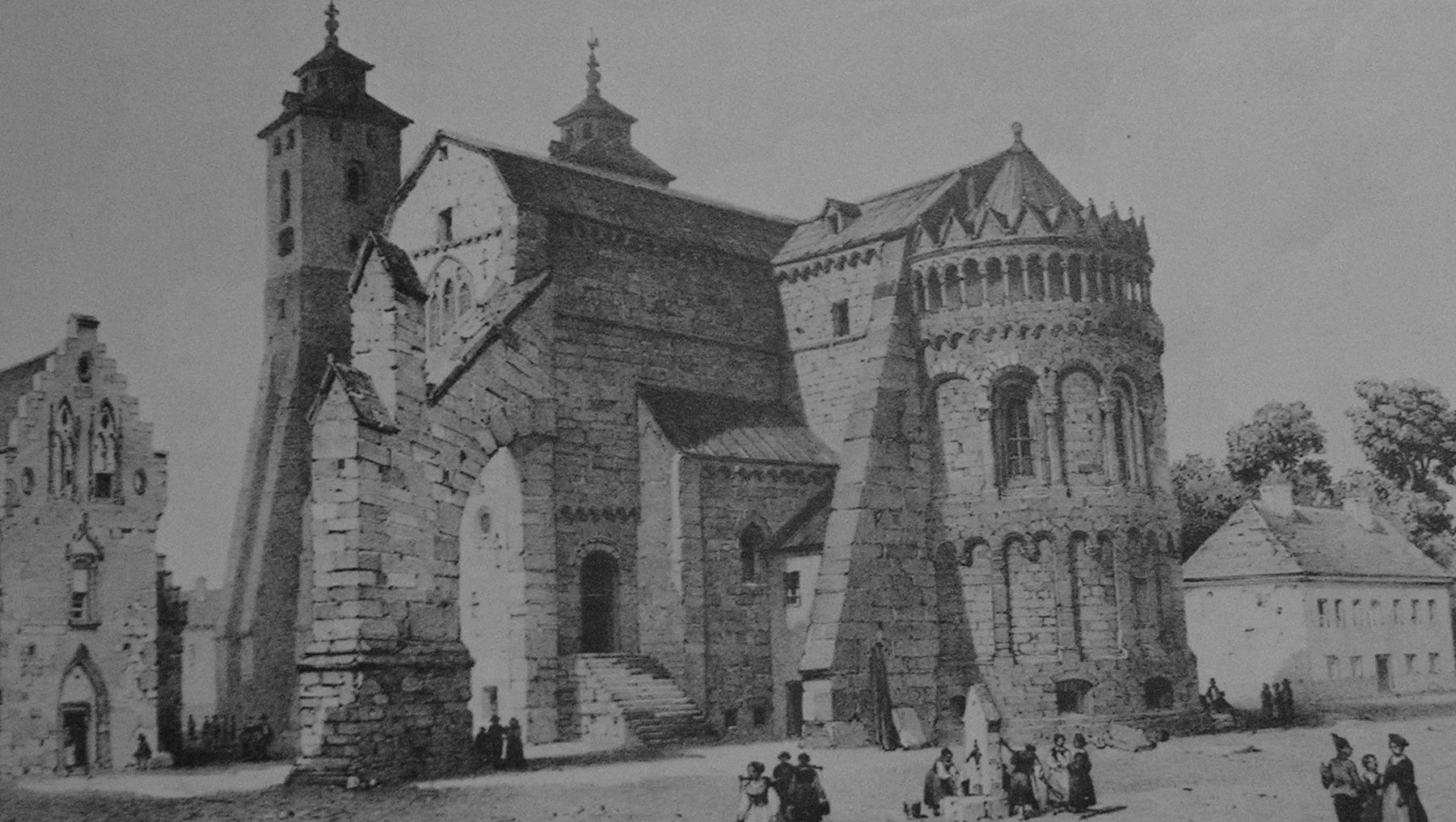
La cathédrale de Lund sur une lithographie de 1839.
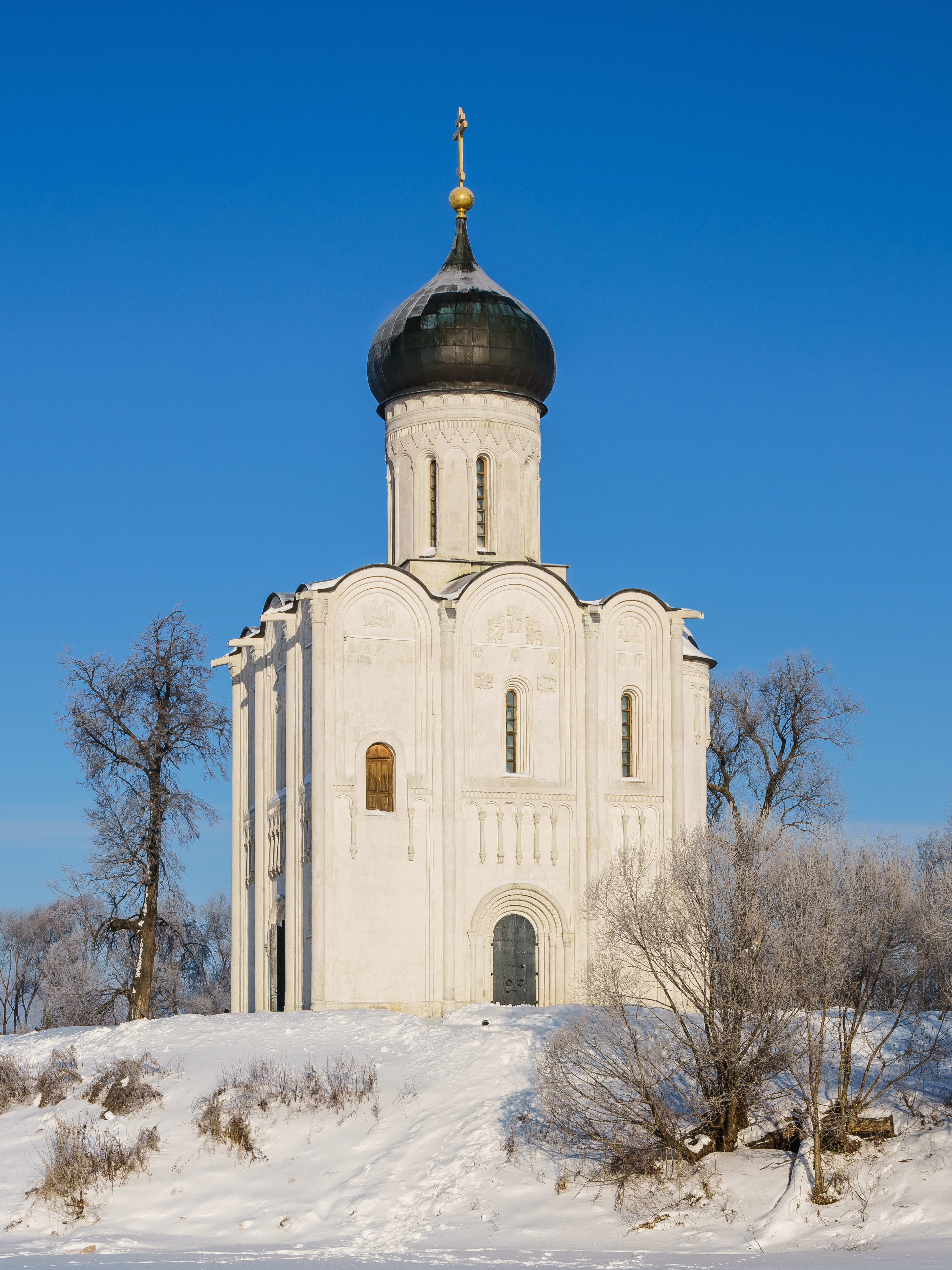
L'église de l’Intercession sur la Nerl à Bogolioubovo.